# 京急イーエックスイン
株式会社京急イーエックスイン（けいきゅうイーエックスイン）は、京浜急行電鉄（京急）の完全子会社。ホテルチェーンを運営している。
2018年（平成30年）より従来のビジネスホテル「京急 EXイン」からワンランク上の「京急 EXホテル」ブランドも展開している。

## 運営ホテル

### 京急 EXホテル
- 京急 EXホテル 札幌 - 旧「WBF札幌ノースゲート」
  - 所在地：北海道札幌市北区北6条西4-2-6
  - 開業：2022年6月29日
- 京急 EXホテル 高輪 - 旧「高輪京急ホテル」→「京急EXイン 高輪」、2018年10月1日にリブランド[3]
  - 所在地：東京都港区高輪4-10-8
  - 開業：2011年11月11日
- 京急 EXホテル みなとみらい横浜
  - 所在地：神奈川県横浜市西区みなとみらい5-1-2
  - 開業：2024年6月24日[4]

### 京急 EXイン
- 京急 EXイン 秋葉原
  - 所在地：東京都台東区秋葉原2-1
  - 開業：2016年3月24日
- 京急 EXイン 東京・日本橋
  - 所在地：東京都中央区日本橋茅場町2-4-8
  - 開業：2020年4月7日
- 京急 EXイン 東銀座
  - 所在地：東京都中央区築地2-15-15
  - 開業：2016年8月25日
- 京急 EXイン 浜松町・大門駅前
  - 所在地：東京都港区芝大門1-15-4
  - 開業：2019年3月28日
- 京急 EXイン 品川・新馬場駅北口
  - 所在地：東京都品川区北品川2-18-1
  - 開業：2008年8月8日
- 京急 EXイン 蒲田
  - 所在地：東京都大田区蒲田5-28
  - 開業：2010年10月14日
- 京急 EXイン 京急蒲田駅前
  - 所在地：東京都大田区蒲田4-45-3
  - 開業：2022年4月30日
- 京急 EXイン 羽田イノベーションシティ
  - 所在地：東京都大田区羽田空港1-1-4
  - 開業：2020年9月1日
- 京急 EXイン 羽田（天空橋駅）
  - 所在地：東京都大田区羽田5-5-14
  - 開業：2017年10月25日
- 京急 EXイン 京急川崎駅前
  - 所在地：神奈川県川崎市川崎区砂子1-3-1
  - 開業：2016年4月27日
- 京急 EXイン 横浜駅東口
  - 所在地：神奈川県横浜市神奈川区金港町5-7
  - 開業：2010年9月14日
- 京急 EXイン 横須賀リサーチパーク - 旧「ホテルYRP」
  - 所在地：神奈川県横須賀市光の丘7-2
  - 開業：2017年1月23日

### 過去に運営していたホテル
- 京急 EXホテル 品川 - 旧「ホテルパシフィック東京」→「京急EXイン 品川駅前」、2018年10月1日にリブランド[3]
  - 所在地：東京都港区高輪3-13-3
  - 開業：2011年4月29日
  - 再開発のため2021年3月31日をもって閉館。
- 京急 EXイン 浅草橋駅前
  - 所在地：東京都台東区浅草橋1-21-1
  - 開業：2010年4月16日
  - 2022年4月20日をもって営業終了。同年7月、「アパホテル浅草橋駅前」にリブランド。
- 京急 EXイン 品川・泉岳寺駅前
  - 所在地：東京都港区三田3-11-26
  - 開業：2016年6月23日
  - 2022年6月30日をもって営業終了。同年12月1日、「スマイルホテル品川泉岳寺駅前」にリブランド。
- 京急 EXイン 大森海岸駅前
  - 所在地：東京都品川区南大井3-32-1
  - 開業：2007年11月11日
  - 2022年6月30日をもって営業終了。

## 私鉄系宿泊特化型ホテルチェーンとの連携
2008年（平成20年）10月1日から、西鉄イン・名鉄インと広範囲の業務提携を開始、ネットワークの拡大を図った。更に、2009年（平成21年）8月1日からは静岡鉄道系列の静鉄ホテルプレジオが加わることになり、同ネットワークは「Rail Innネットワーク」と名付けられた。更に2010年（平成22年）12月からは、富山地方鉄道の子会社である富山地鉄ホテルも加わった。ところが業務提携による相乗効果が当初予測したほど高まらなかったことから、2016年（平成28年）3月31日をもってネットワークは解散となり、同日をもって連携ポイントサービスも終了となった。

## その他
2008年（平成20年）に、京急開発が建設したポートサイド地区の横浜イーストスクエアに開業する予定であったが、諸事情により中止となり、京急 EXインの横浜進出は、前述の“京急 EXイン 横浜駅東口”オープンまで持ち越しとなった。なお、完成した建物は当初の計画とは大幅に異なっている。